# Роберт Принц
Роберт Принц (англ. Robert Prince), також відомий як Боббі Принц (англ. Bobby Prince) — композитор та саунд-дизайнер, відомий за своєю роботою у таких компаніях як 3D Realms та Id Software. Він є автором музики та звукових ефектів до таких ігор як Commander Keen 4-6, Cosmo's Cosmic Adventure, Pickle Wars, Catacomb 3D, Wolfenstein 3D, Spear of Destiny, Blake Stone, Doom, Rise of the Triad, Doom II, Duke Nukem II, Duke Nukem 3D, Abuse, Demonstar та ряду інших ігор. Також створював музику для реклам та незалежних фільмів. Значну кількість музичного супроводу для ігор написав у форматі IMF.